# Нижнее Галино
Нижнее Галино — деревня в составе Верещагинского городского округа в Пермском крае.

## Географическое положение
Деревня расположена в центральной части округа на расстоянии примерно 15 километров по прямой на северо-запад от города Верещагино.

## Климат
Климат умеренно континентальный с продолжительной снежной зимой и коротким, умеренно тёплым летом. Средняя температура июля составляет +17,6 °C, января −15,7 °C. Безморозный период длится 100—130 дней. Период с температурой воздуха выше 10 °C составляет 115 дней. Сумма температур выше 10 °C составляет 1750 градусов. Среднее годовое количество осадков составляет 430—450 мм. Устойчивый снежный покров ложится в среднем с 10 октября до 5 ноября, реже 22 ноября.

## История
Деревня известна с 1760 года как починок Козлов. Альтернативные названия деревни, появлявшиеся в документах: Галина, Козлова, Нижняя Галина, Козлы. В советский период истории существовали колхозы «Заря», им. Куйбышева и совхоз «Куйбышевский». Деревня до 2020 года была административным центром Нижнегалинского сельского поселения Верещагинского района. После упразднения обоих муниципальных образований входит в состав Верещагинского городского округа.

## Население
Постоянное население составляло 511 человек в 2002 году (95 % русские), 413 человек в 2010 году.